# Chromalizus simulatus
Chromalizus simulatus là một loài bọ cánh cứng trong họ Cerambycidae.